# Sárgalemezű kacskagomba
A sárgalemezű kacskagomba (Crepidotus crocophyllus) a kacskagombafélék családjába tartozó, Eurázsiában, Észak-Amerikában és Afrikában honos, korhadó fatörzseken élő, nem ehető gombafaj.

## Megjelenése
A sárgalemezű kacskagomba kalapjának átmérője 1-5 cm, alakja kagylóra vagy legyezőre emlékeztet, oldalnézetben domború, idősen is. Tönkje nincs, a korhadó fatörzsekből közvetlenül nő ki. Alapszíne fehéres, sárgás vagy halványbarnás, felszínét narancsbarna vagy vörösbarna, néha pikkelykékké összeálló szálak borítják. Az aljzathoz kapcsolódó részén narancsszínűen bolyhos lehet. A kalapbőr kálium-hidroxiddal lassan vöröses színreakciót ad; a lemezek mélyvörösek lesznek.
Húsa puha, vékony, színe fehéres. Szaga nem jellegzetes, íze kesernyés.
Sűrű lemezei az aljzathoz való kapcsolódási pontból indulnak ki. Színük fiatalon fehéres, sárgás vagy narancsos, a spórák érése után barna.
Spórapora barna. Spórái gömbölyűek vagy majdnem azok, felületük apró szemölcsökkel borított, méretük 4,5-8 μm.

### Hasonló fajok
A kocsonyás kacskagomba, a narancssárga laskagomba, a barnapikkelyes kacskagomba hasonlíthat hozzá.

## Elterjedése és termőhelye
Eurázsiában, Észak-Amerikában és Afrikában honos. Egész Európában ritka, inkább Amerikában közönséges.
Lombos fák (ritkán fenyők) korhadó törzsein, ágain található, egyesével vagy csoportosan. Májustól októberig terem.

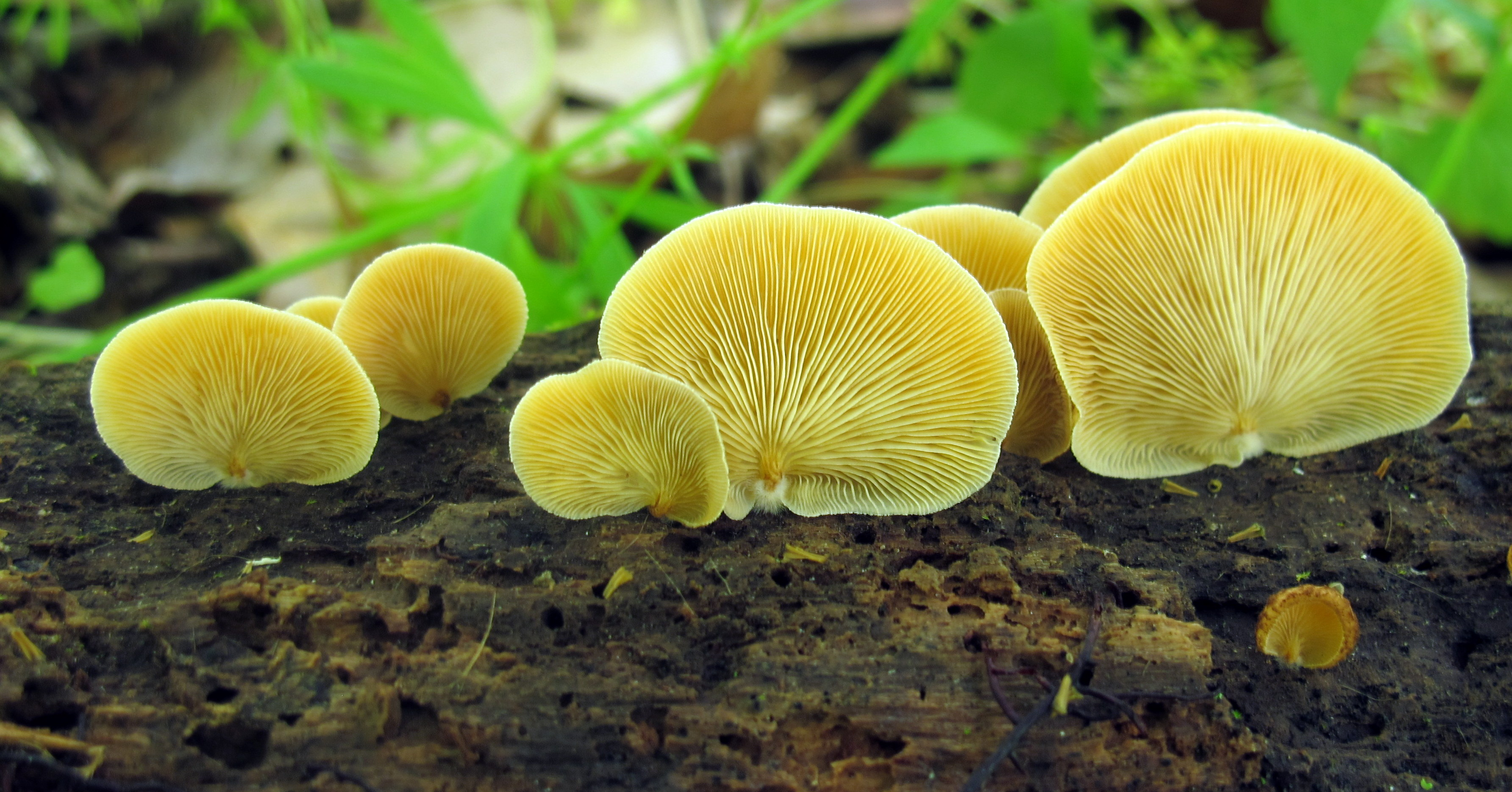
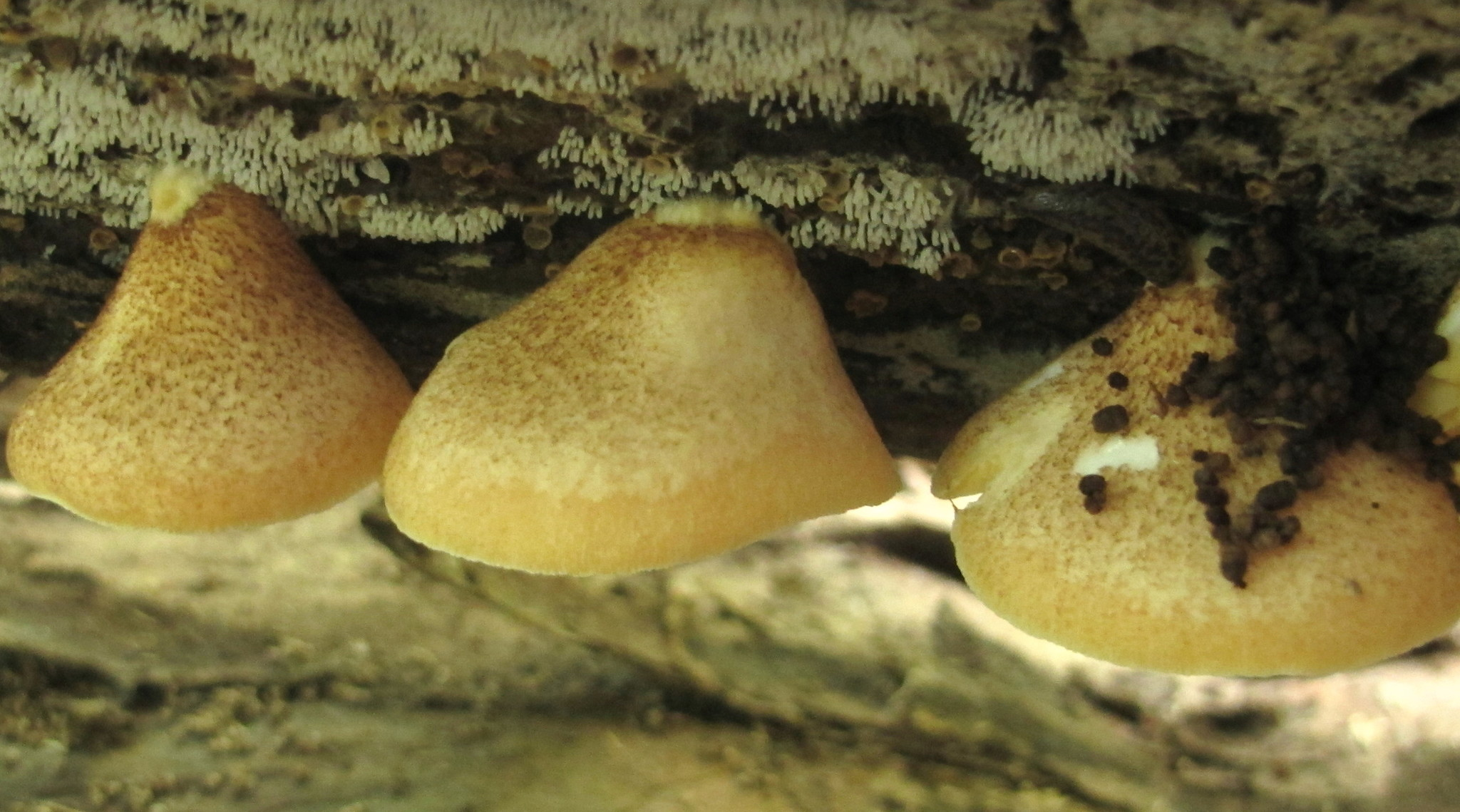
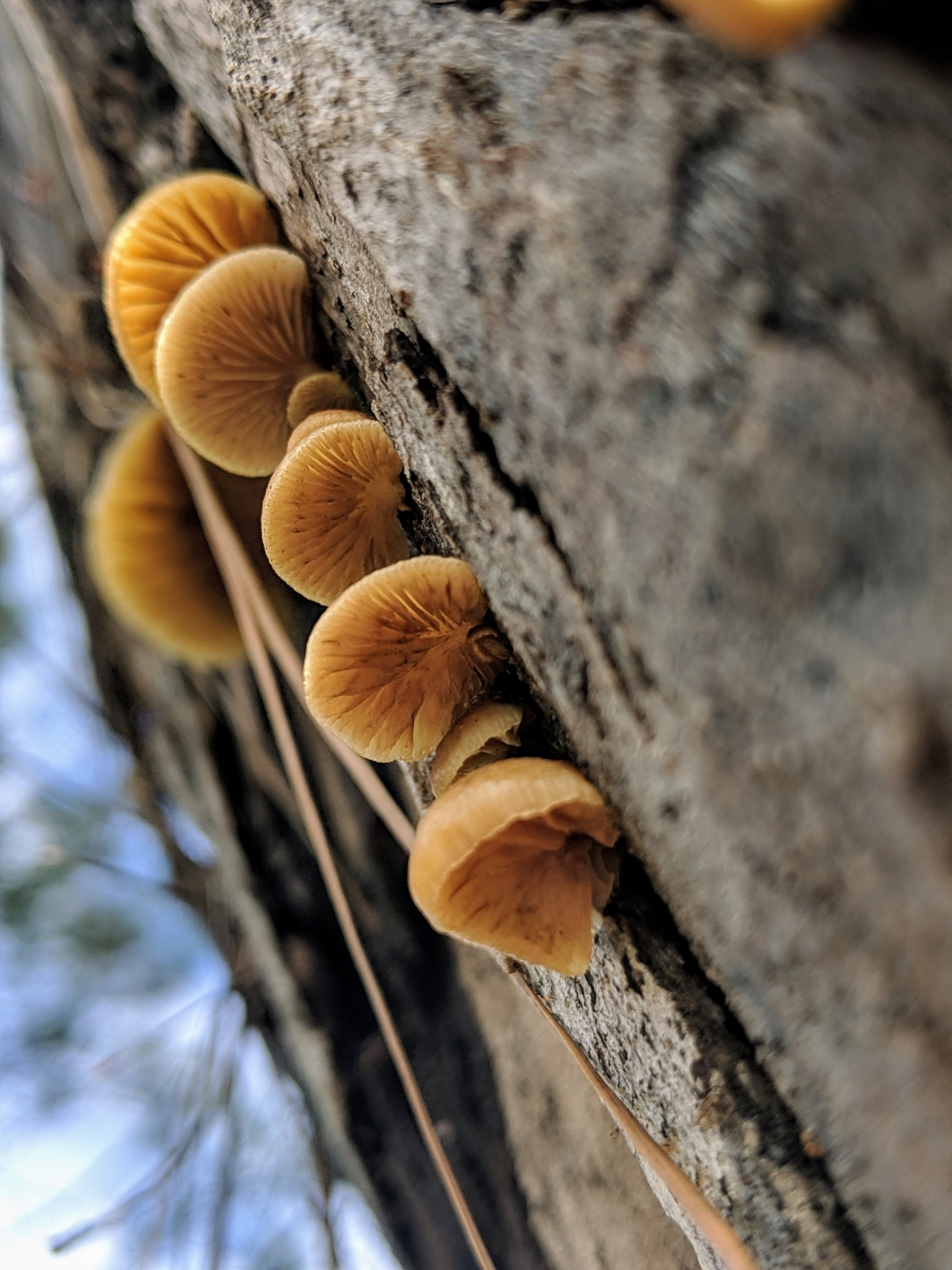
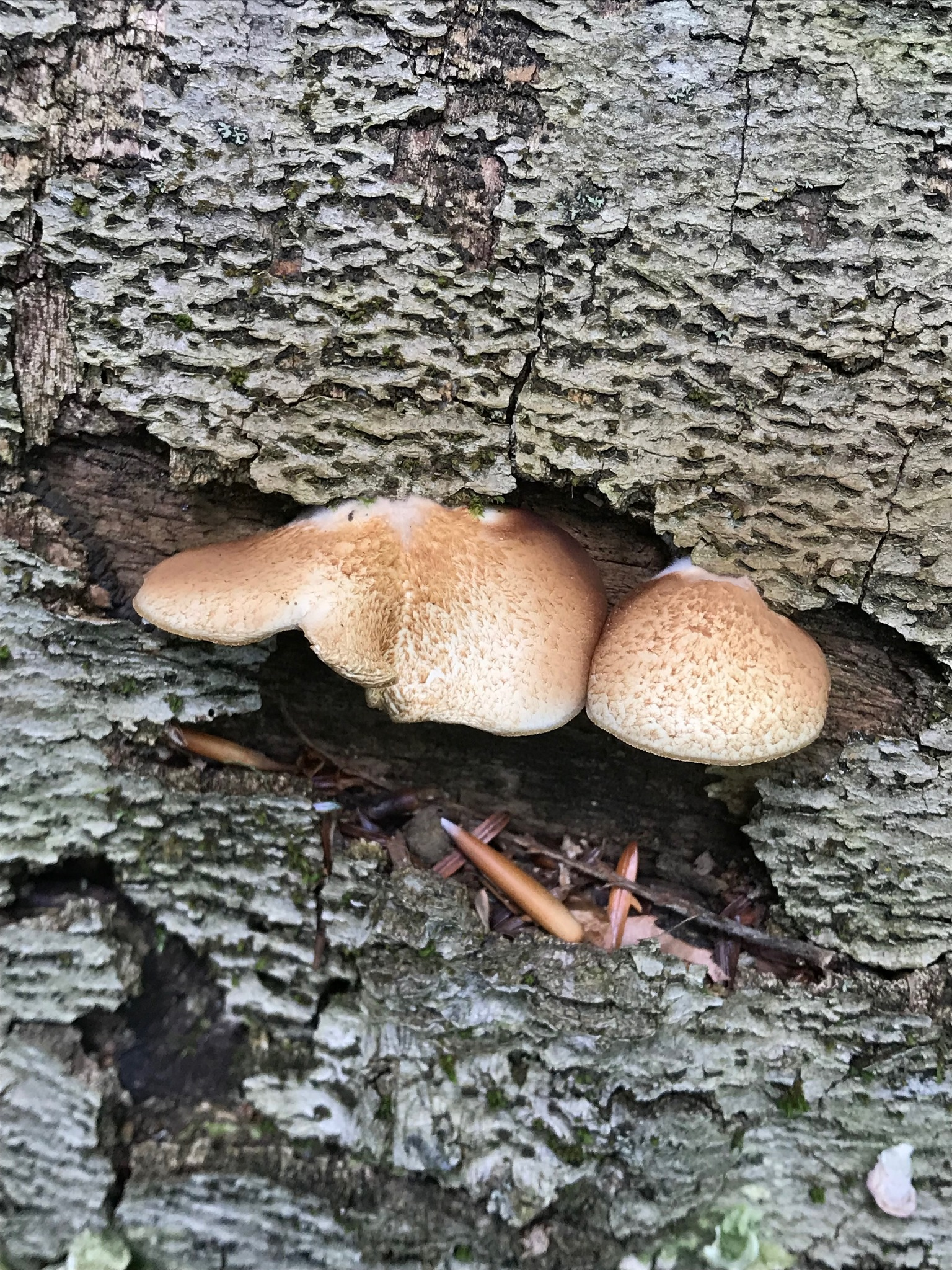
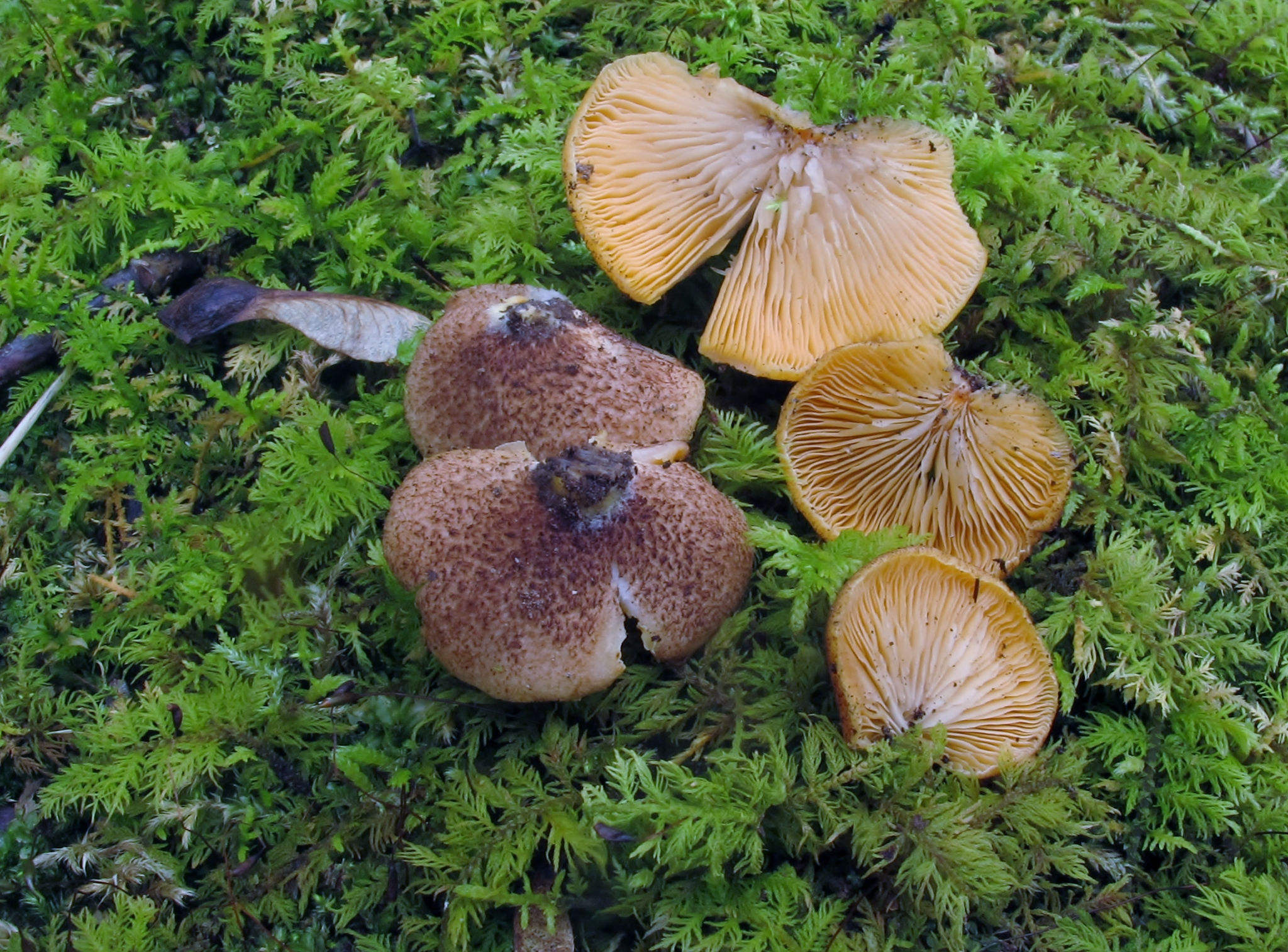

Nem ehető.